# Rosa californica
Rosa californica (лат.) — вид рода Шиповник семейства Розовые.

## Ареал
Растения встречаются в Северной Америке в США в штатах Калифорния и Орегон, а также в Мексике в штате Нижняя Калифорния.

## Биологическое описание
Кустарник от 80 до 250 см в высоту. Стебель серо-коричневого цвета; колючки сжатые, как правило, сильно изогнутые.
Листья эллиптические.
Соцветия 1—20-цветковые; цветоножки обычно 5—20 мм; лепестки цветков обычно 10—20 мм. Аромат сильный с нотками корицы и гвоздики.
Плоды 8—20 мм в диаметре.

## Экология
Растения встречаются во влажных районах на высоте до 1600 метров над уровнем моря.

## Использование

### Использование в кулинарии
Плоды используются в сыром или варёном виде. Они содержат большое количество витаминов А и С. Семена плодов являются хорошим источником витамина Е, их смешивают с мукой в измельчённом виде или добавляют в другие продукты в качестве дополнения. Цветки замачивают в воде для приготовления напитка.

### Использование в медицине
Настой цветков используется как болеутоляющее и жаропонижающее средство при лечении боли и лихорадки у детей. Отвар применяется при лечении почек, несварении желудка, ревматизме, ангине, лихорадке и простуде. Плоды исследуются как еда, которая способствует сокращению заболеваемости раком и как средство остановки или обращения рака вспять.

### Использование в парфюмерии
Из цветов и листьев растения получают эфирное масло, которое используется в парфюмерии.

### В культуре
Используется в качестве декоративного садового растения.
Зоны морозостойкости: 6b—9b.

#### Награды
- Genesis. San Diego Rose Society Show. 2001
- Victorian (ARS). Temecula Valley Rose Society Show. 2000
- Genesis. South Coast Rose Society Show. 1999[9]